# Dormans

Dormans este o comună în departamentul Marne, Franța. În 2009 avea o populație de 2,930 de locuitori.